# Al-Ahli Manama (pallacanestro)
Il Al-Ahli Manama (النادي الأهلي البحريني, in lingua araba) è una società di basket con sede nella città di Manama in Bahrein, fa parte della polisportiva dell'Al-Ahli Manama e compete nella massima categoria nazionale, la Bahraini Basketball Premier League .
I colori sociali della squadra sono il giallo ed il nero; le partite casalinghe vengono giocate presso la BBA Arena di Manama che può ospitare fino a 4.000 spettatori.

## Storia
Fondato nel 1936, nella capitale di Manama, con il nome di Al Nusoor Sports Club, la società è considerata, insieme al Al-Muharraq, uno dei pilastri sportivi del Bahrein. La denominazione attuale di Al-Ahli Manama arrivò solo tra la fine degli anni sessanta e gli inizi di quelli settanta, quando l'Al Nusoor si fuse con un'altra società di Manama l' Al Tursana, dando vita alla società polisportiva attuale.
La società è conosciuta principalmente per la sua sezione di calcio, ma il club è sinonimo di successo quando si tratta di basket. L'Al Ahli è la seconda squadra di maggior successo nella storia della Bahrein Basketball League; la squadra prende parte alla competizione fin dalla sua prima edizione nella stagione 1974-1975, con le Aquile che al termine della stagione furono la prima squadra a vincere il titolo nazionale. L'Al-Ahli si impose come potenza dominante del campionato nazionale vincendo 13 delle prime 14 edizioni della Bahraini Basketball Premier League tra gli anni settanta ed ottanta; in questi anni la società riuscì a far conoscere il proprio nome anche fuori dai confini del Bahrein, diventando nella stagione 1985 la prima squadra della nazione a conquistare un titolo internazionale grazie alla vittoria del Gulf Basketball Clubs Championship, trofeo conquistato nuovamente anche nell'edizione 1988.
Dopo aver vinto il titolo nazionale al termine della stagione 1987-1988 l'Al-Ahli, per tutti gli anni novanta ed anche per i primi anni del nuovo millennio non riuscirono più ad imporsi nella lega nazionale, arrivando in varie occasioni in finale ma uscendo sempre sconfitta nei confronti contro l'Al Manama, che invece dominò in quegli anni. Nella stagione 2006-2007, sotto la guida tecnica dell'allenatore nigeriano Oniga Fredrick, la squadra concluse la stagione regolare con 14 vittorie ed appena 4 sconfitte ottenendo il primo posto della classifica a parimerito con l'Al Manama; nei play-off dopo aver vinto le semifinali contro l'Al-Hala Muharraq, l'Al-Ahli affrontò nella serie finale nuovamente l'Al Manama in una serie al meglio delle tre partite, la serie arrivò alla decisiva gara 3 dove le Aquile, trascinate dai 24 punti del centro canadese Shand Kevin, dai 14 di Hussain Shaker e dagli 11 dello statunitense Jamal Holden, si imposero con il risultato di 63-56 e tornarono ad essere campioni della Bahraini Basketball Premier League dopo diciotto anni.
La ritrovata vittoria del titolo nazionale diede nuova spinta al club che nelle stagioni successive divenne nuovamente una delle contendenti per la conquista della Bahrein Basketball League. Nella stagione 2008-2009 arrivò il quindicesimo titolo nazionale dopo la vittoria per 2-0 nella serie finale dei play-off contro il Al-Muharraq; titolo che verrà mantenuto anche la stagione successiva, la 2009-2010: la squadra, guidata in panchina da Fadel Melad, dopo aver concluso solo al terzo posto la classifica della stagione regolare, con un record di 17 vittorie e 6 sconfitte, arriva lo stesso alle finali per il titolo dove affronta l'Al Manama in una serie al meglio delle cinque partite, la serie però si concluse alla terza sfida dove l'Al-Ahli, trascinata dai 29 punti di Johnny Taylor, ottenne la vittoria per 82-80 laureandosi, per il secondo anno consecutivo e per la sedicesima volta nella sua storia, campione della Bahrein Basketball League
L'ultimo titolo nazionale conquistato dall'Al-Ahli risale alla stagione 2020-2021 quando la squadra, guidata in panchina da Ahmed Jan e sul campo dallo statunitense Mike Harris e da ottimi giocatori locali come Hesham Sarhan, Ahmed Aldurazi e Maitham Isa, ha conquistato il titolo dopo aver sconfitto in entrambe le due sfide delle serie finale l'Al Manama

## Palmares

### Titoli nazionali
Bahraini Premier League:
- Campioni (18): 1974-75, 1975-76, 1976-77, 1978-79, 1979-80, 1980-81, 1981-82, 1982-83, 1983-84, 1984-85, 1985-86, 1986-87, 1987-88, 2006-07, 2008-09, 2009-10, 2019-20, 2020-21

Bahraini Cup:
- Campioni (4): 1996, 2020, 2021, 2022

Bahraini Super Cup:
- Campioni(3): 2021, 2022, 2023

### Titoli internazionali
Gulf Basketball Clubs Championship
- Campioni (2): 1985, 1988

## Roster attuale
Il roster per la stagione 2024-2025 
|    | Naz.                   | Ruolo | Sportivo         | Anno | Alt. | Peso |  |
| -- | ---------------------- | ----- | ---------------- | ---- | ---- | ---- |  |
| 0  | Stati Uniti (bandiera) | AG    | DeWayne Jackson  | 1990 | 203  | 95   |  |
| 1  | Bahrein (bandiera)     | PG    | Hasan Ghareeb    | 2005 | 178  | 74   |  |
| 2  | Stati Uniti (bandiera) | AG    | Elijah Thomas    | 1996 | 206  | 111  |  |
| 3  | Stati Uniti (bandiera) | AP    | Dominique Sutton | 1986 | 196  | 100  |  |
| 5  | Bahrein (bandiera)     | PG    | Ahmed Alderazi   | 1990 | 172  | 72   |  |
| 7  | Bahrein (bandiera)     | G     | Maitham Isa      | 1990 | 182  | 79   |  |
| 9  | Bahrein (bandiera)     | AP    | Sadiq Hasan      | 1997 | 185  | 83   |  |
| 10 | Stati Uniti (bandiera) | AG    | Vance Jackson    | 1997 | 206  | 100  |  |
| 11 | Bahrein (bandiera)     | AP    | Mohamed Qurban   | 1987 | 187  | 85   |  |
| 12 | Bahrein (bandiera)     | G     | Hesham Sarhan    | 1992 | 180  | 81   |  |
| 34 | Bahrein (bandiera)     | AG    | Ali Hasan        | 1994 | 190  | 89   |  |
| 77 | Bahrein (bandiera)     | AP    | Ali Jameela      | 2002 | 188  | 80   |  |
| 91 | Bahrein (bandiera)     | C     | Hamad Alamari    | 2006 | 189  | 90   |  |

### Staff tecnico
| Ruolo           | Nome            |
| --------------- | --------------- |
| Capo Allenatore | Jad El Hajj     |
| Assistente      | Viktor Janketic |